# Ali Abbas Al-Hilfi

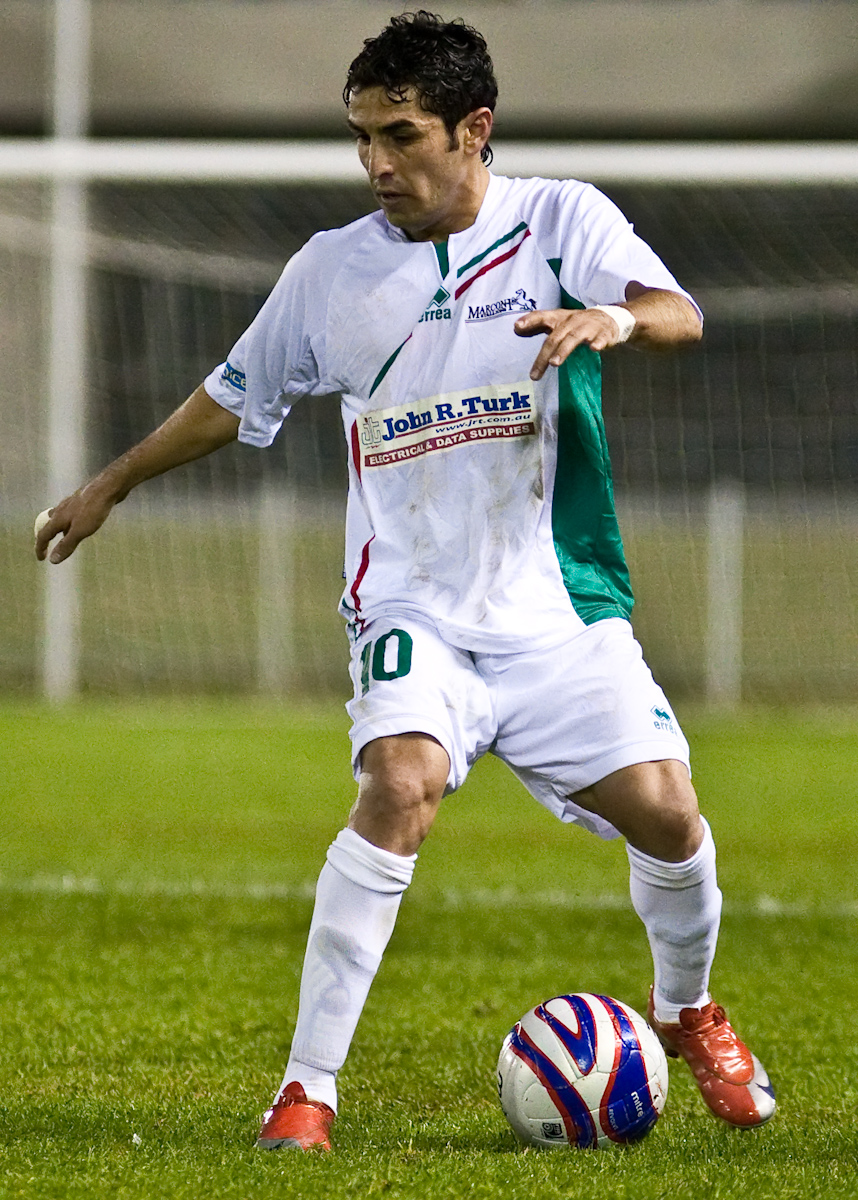
Ali Abbas Al-Hilfi

Ali Abbas Mshehed al-Hilfi (30 augustus 1986) is een Iraaks voetballer die speelt voor de Australische club Newcastle Jets in de A-League.

## Clubs
| Jaren      | Club              | Wedstrijden/doelpunten |
| ---------- | ----------------- | ---------------------- |
| 2005-2006  | Al-Talaba         | 24 (4)                 |
| 2006-2007  | Al-Quwa Al-Jawiya | 30 (11)                |
| 2008-2009  | Marconi Stallions | 29 (8)                 |
| 2009-heden | Newcastle Jets    | 9 (0)                  |

## Prijzen
- Asian Cup 2007